# 山王神道

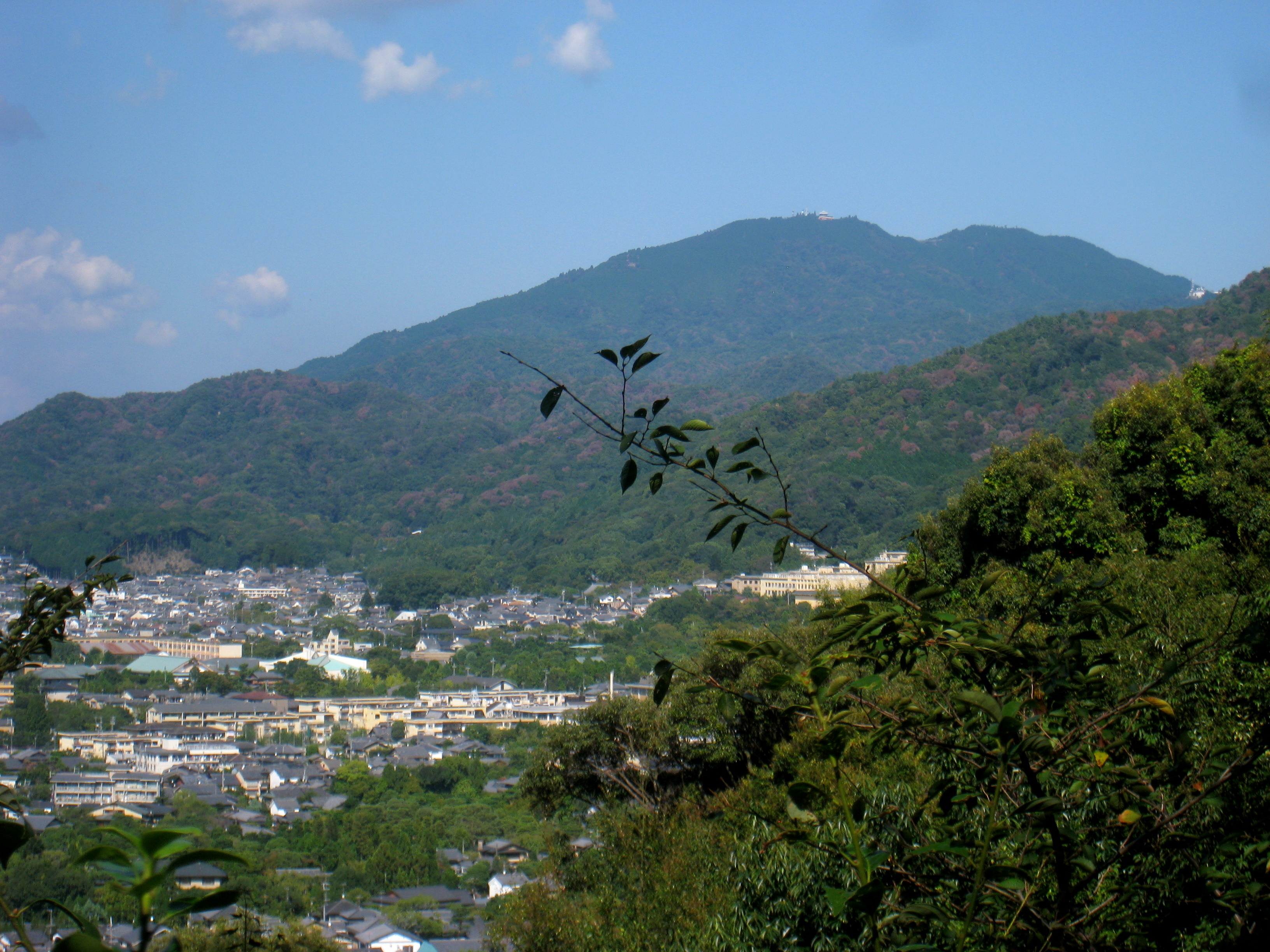
比叡山

山王神道（さんのうしんとう）は、鎌倉時代に日本の天台宗の総本山である比叡山延暦寺を中心に展開した中世の仏教神道（理論神道）、天台神道の流派である。13世紀前半には原型が成立していたと考えられている。
狭義には、江戸時代初期の天台宗の僧天海より以前のものを山王神道という。天海は山王神道を基礎に刷新し、これは山王一実神道または一実神道と呼ばれており、山王一実神道は山王神道と大きく異なる。山王神道の神道面の中心場所は比叡山麓の日吉社（山王権現）であり、一方、山王一実神道は徳川家康を権現として祀る日光東照宮を中心とする。

## 概要
日枝山（比叡山）の山岳信仰、神道、天台宗が融合したのが山王神道である。山王権現（日吉大宮権現）は釈迦の垂迹であるとされ、神仏分離では大山咋神とされた。また、「山」の字も「王」の字も、三本の線と、それを貫く一本の線からなっており、これを天台宗の思想である三諦即一思想と結びつけて説いた。
日吉社は古代より比叡山麓坂本側に鎮座し、天智天皇が大津京遷都に際し鎮護のために奈良の三輪神社から勧請した大物主神を一宮とする「山王（山王権現）」を介し、日本の天台宗の祖最澄の時代より、最澄が開いた延暦寺と密接で従属的な関係にあった。神仏習合が進むにつれて、日吉社、山王権現は比叡山の鎮守神として厚く信仰され、山王信仰・日吉詣が盛り上がり、日吉社と延暦寺は、皇室ならびに国家鎮護の中心的宗教施設の機能を一体的に果たしていた。山王神道は、天台宗における神仏習合思想をもとに、日吉山王信仰と天台教学とを習合し、天台宗の教理の、特に三諦即一の思想に基づいている。日吉山王権現（山王権現）と天台の教義の理論的な習合を説き、日吉社が神祇と天台の教義との習合の中核とされた。
平安時代には、密教の教説による神仏習合、特に密教の教義による神仏習合が盛んになり、真言系の両部神道と呼ばれる神道説が形成され、天台系の山王神道はこれに対抗するものであった。
山王神道の宗教的な目的は皇統（天皇の血統）護持であり、江戸時代初期に天台宗の僧天海が唱えた山王一実神道は、徳川幕藩体制の維持・徳川家の子孫繁栄を宗教的目的とした。
山王神道の教説をまとめた書としては、『山家要略記（さんけようりゃくき）』が知られる。同書は、比叡山の僧である義源が、顕真に仮託して鎌倉時代の後期に編纂したものであり、比叡山の神道思想とそれに関わる大衆の活動を考えるうえで重要な史料とされる。義源は、修行としての記録を重視した「記家（きけ）」と呼ばれる一派に属していたが、記家は、山王神道との関わりが深いとされてきた。
また、貞治5年（1366年）のころに成立したとされ、多種多様な神社の縁起を紹介している『神道雑々集（しんどうざつざつしゅう）』も、山王神道に関する記述が多い。『神道雑々集』は、その以前、文和・延文年間（1352年-1361年）に成立したとされる『神道集』の成立に刺激されて編纂されたとする指摘があり、『神道集』が山王神道に距離を置く檀那流の系統にある安居院流（あぐいりゅう）の者が編纂したのに対し、『神道雑々集』は山王神道に積極的とされた恵心流（記家）の者が編纂したとする説がある。
「山王神道」とは、広義には、比叡山における「山王」を中心とした神々への信仰を意味するが、狭義には、上述の『山家要略記』などの記家の文献にみられる神道思想を指すことが多く、山王神道の教説は記家が生み出したと説明されることさえある。
だが、山王神道を記家の神道説とすることには、異論もある。記家は神道を重んじ、主な活動が山王神道の伝承であったことや、山王神道の発展に果たした役割が大きいことが指摘されているが、一方で、山王神道は必ずしも記家が独占していたわけではないともいわれる。
また、義源と戒家との関わりに着目し、戒家の教学形成に記家が与えた影響が大きいとして、戒家と山王神道との深い関係を唱える説もみられる。なお、戒家とは、南都の戒律復興に刺激され、円戒（円頓戒）の復興を目指した派である。また、比叡山付近の大衆の活動が山王神道と深い関係があることも指摘されており、山王神道はそれら大衆の思想と活動の中に位置づけるべきだとの主張もみられる。
いずれにせよ、山王神道を語るうえで、記家の位置づけをどうみるかは、非常に大きな課題といえる。
廃仏毀釈によって、日吉社の仏教色のある文化財の大半が焼き捨てられた。

## 歴史
最澄が入唐して天台教学を学んだ天台山国清寺では、周の霊王の王子晋が神格化された道教の地主山王元弼真君が鎮守神として祀られていた。唐から帰国した最澄は、天台山国清寺に倣って比叡山延暦寺の地主神として日吉山王権現を祀った。音羽山の支峰である牛尾山は、古くは主穂（うしお）山と称し、家の主が神々に初穂を供える山として信仰され、日枝山（比叡山）の山岳信仰の発祥となった。また、古事記には「大山咋神。亦の名を山末之大主神。此の神、近淡海国（近江国）の日枝山に座す｡また葛野の松尾に座す。」との記載があり、さらには三輪山を神体とする大神神社から大己貴神の和魂とされる大物主神が日枝山（比叡山）に勧請された。
山王神道の始まりは、貞応2年（1223年）成立の『耀天記』の「山王事」に記載がある本地垂迹説であるとされ、この段階では、山王神道の教理はまだ稚拙であったとされる。なお、「山王事」の成立時期には諸説があるという。その後、鎌倉時代の後期に入り、伊勢神道の刺激を受け、思想が発達し、組織化も進んでいく中で、義源が『山家要略記』を編纂し、教説を集成したとされる。
山王神道の教学形成において、『山家要略記』の編纂が大きな役割を果たしたとする見解は、ほぼ定説のようになっている。だが、『山家要略記』以前に既に山王神道の教説はできあがっていたとする説も多い。
たとえば、戒家の文献にみられるように、義源の前に既に山王神道の教理はほぼ形成されており、記家の文献も豊富となっていたとする説もある。また、慈円に密教思想がみられることから、山王神道の教理形成に慈円が大きな役割を果たしたとする指摘もある。 このほか、中世に唱えられたとされる山王の受戒説の始まりが、正暦4年（993年）の比叡山分裂以前にみられるとする説もある。
いずれにせよ、『山家要略記』は山王神道の教本としては非常に大きな存在と認識されており、その成立以前の教理がどのように形成され、どのように発展していったかを考察することが、義源の編纂事業をどう評価するかにつながるとされる。
1571年に織田信長が延暦寺を焼打ちし、日吉社の社殿もすべて灰燼に帰した。多くの史料がこの時焼失したと考えられている。織田信長の死後、豊臣秀吉の時代になると、延暦寺・日吉社ともに本格的に復興が始まり、日吉社については祝部行丸（ほうりべのゆきまる、正源寺行丸とも。1512-1592年）と息子の祝部行広が中心となって尽力し、南光坊祐能なども努力した。1585年に大宮立柱が、翌天に大宮正遷宮が行われており、日吉社の復興はこの頃ようやく軌道に乗ってきたといえる。
焼き討ち時に60歳だった祝部行丸は、日吉社から兵らに追い出された後、復興を目指し方々に働きかけ、典拠となる記録類を整理した。天台宗系統の神仏関係思想において、祝部行丸の思想は数少ない神祇側のものである。彼は日吉社の鎮座由来の「物語」にこだわったが、東亜大学の上原雅文は、古事記の例があるように、こうした「物語的な知」と神祇信仰（神道）は原理的な繋がりを持つと考えられる、と指摘している。祝部行丸の思想は、江戸時代の僧・天海の山王一実神道に先行するもので、山王一実神道の基になったと見られている。

### 山王一実神道
徳川家康につかえていた天海は、家康の歿後、山王神道をもとに山王一実神道（さんのういちじつしんとう）へと発展させ、山王一実神道に依拠して家康の霊を権現（東照大権現）の神号で祀ることを主唱した。山王一実神道では、山王権現とは大日如来であり、天照大神であると説いた。これには伊勢神道の影響も見られる。
山王一実神道の宗教的な目的は、「現世安穏、後生善処」であり、神道研究者の久保隆司は、「徳川幕藩体制の維持と徳川家の子孫繁栄を願い、徳川家による永久なる日本国支配確立のための万世不易の大法で、極めて政治色の強い治国利民の法であった。」と述べている。天海の山王一実神道は、「新興支配勢力のための儀礼主義的イデオロギー」であったとの評価もあり、天台宗の僧で仏教学者の三崎良周は、山王神道と山王一実神道の教説の同異研究の必要性を訴えている。
元和2年（1616年）4月17日、徳川家康は駿府城で死亡し、柩は久能山に運ばれ、19日に吉田神道の流儀で埋葬されたが、元和3年（1617年）に日光へ柩が移され、天海により山王一実神道の流儀で祀られることとなった。同年4月4日、柩は、日光の座禅院に、次いで8日には奥院へと移され、天海により五眼具足の印と真言が伝授され、11日後には塔柱灌頂鎮座深秘式、三種神器秘印明が修された。こうした儀式は、天皇の即位灌頂の際の秘儀と同一とされ、家康が日光で天皇と同等かそれ以上の神霊として祀られたことを意味するとされる。家康の墓所には東照宮が建立され、天海は薬師如来の垂迹である、東照大権現の由来を記した『東照大権現縁起』を編纂した。
江戸幕府は、幕府を開いた徳川家康が天海から東照大権現の位を受けたことなどにより、家康を神格化して、徳川という新しい家系の地位を安定させたとされる。だが、天海の主張により、山王一実神道によって家康が祀られたにもかかわらず、家康や日光への崇敬は別として、山王神道そのものは、江戸幕府の将軍から厚遇を受けることはなかったとされる。そして、山王神道は、江戸時代の神仏習合の神道の中では最も活動的であったのに、近代の神道の諸派と互角に競う力も持てなかったとされる。このことは、江戸幕府が宗教をさほど重視しておらず、特に神道については、幕府の主要な関心事とならず、二次的地位であったことを示しているといわれる。
また、信州出身の乗因は比叡山で山王一実神道を修し、 『山家要略記』を伝授された後、信州の戸隠にて、忌部神道や『旧事大成経』の教義を取り込んで、修験道の一派である一実霊宗神道を開き、信州の住民に支持された。だが、乗因は天台宗内部で異端として訴えられ、八丈島に流され、そこで亡くなった。後に、乗因は恩赦されるが、この事件は神道の問題ではなく天台宗の内部の問題で終わったとされる。
山王神道が天台宗によって厳しく統制されていたことも指摘されるが、このことについては、上述の乗因のような「異端」の教義が一時的に隆盛したことと矛盾するように思われ、また、山王一実神道を開いた天海もどちらかといえば「異端」といえる存在であり、このように異端とされる存在が多く台頭する以上、天台宗による統制が厳しかったとはいえないのではないか、という反論もある。

## 研究史
山王神道に関する主要な文献のひとつとみなされる『山家要略記』は、菅原信海、野本覚成らによって原文が整理され、天海蔵とされる9巻の書が続天台宗全書『神道1』（春秋社、1999年）に収録された。だが、その後、『山家要略記』の研究は進んでいないとされる。同書は、上述のように、位置づけについても見直しが必要とされてきた。
山王神道の研究としては、以下のものがあげられる。
- 島地大等「一実神道に就て」（『教理と史論』 明治書院、1931年）
- 田島徳音「日吉山王神道」（『神道大辞典』臨川書店、1937年）
- 佐藤真人「山王神道の教理」(『国文学解釈と鑑賞』、1987年9月)
- 菅原信海『山王神道の研究』（春秋社、1992年）
- 佐藤真人「山王神道」（『神道事典』弘文堂、1994年）
- 末木文美士『中世の神と仏』（山川出版社、2003年）
- 水上文義「山王神道の形成」（伊藤聡編『中世神話と神祇・神道世界』竹林舎、2011年）

## 法華神道
天台神道のひとつに、山王神道から分かれた日蓮宗系の法華神道がある。